# Искупление
Искупле́ние — концепция, при которой лицо предпринимает действия по исправлению совершённого правонарушения со своей стороны, либо путём прямого действия по устранению последствий этого поступка, либо действия, направленного на благо для других, либо какое-то другого выражения чувства угрызения совести. Искупление «тесно связано с прощением, примирением, печалью, раскаянием, покаянием, возмещением и чувством вины».

## В праве и обществе
В правовых системах концепция искупления играет важную роль в отношении уголовного правосудия, где она считается одной из основных целей криминальной реабилитации. Философ Линда Радзик предположила, что должна существовать «этика искупления», и что искупление является недопредставленной областью изучения философии и темой абсурдного подхода в искусстве.

## В религии
Концепция искупления является значимой во многих религиях, где оно выступает средством примирения с Богом и восстановления разрушенного единения с Ним. Идея примирения с Богом сближается с понятиями умилостивления, искупления и спасения.

### В иудаизме
Понимание искупления и средства его достижения в иудаизме менялись на протяжении истории. Грех нарушает живую связь с Богом, из-за чего появляется необходимость примирения с Ним. Нарушенная связь восстанавливается с помощью раскаяния и заглаживания вины. Идея примирения с Богом связывается прежде всего с храмовым служением священников и жертвоприношением. Пророк Михей особо предупреждал, что Богу нужны справедливость, милосердие и смирение, а не жертвы. Кульминация годичного круга еврейских богослужений – Йом-киппур («День искупления», или «Судный день»), который отмечался в десятый день седьмого месяца еврейского календаря. В этот день святилище, священники и народ очищались от греха, а первосвященник единственный раз в году входил в Святое Святых. Иудеи выпускали в пустыню козла («козла отпущения»), который должен был унести с собою все грехи людей. Таким образом подтверждался союз-завет, заключённый Израилем с Богом.

### В христианстве
В христианстве искупление (ивр. ge'ullah‎, греч. ἀπολύτρωσις, λύτρωσις, лат. redemptio) является одним из основных догматов, богословской концепцией выкупа падшего человечества из-под власти греха. Является объективным аспектом Спасения.
Ветхий Завет подразумевает под искуплением выкуп в юридическом смысле. Земля обетованная и народ Израиля являются собственностью Бога, поэтому семейный земельный надел может быть отчуждаем лишь с правом выкупа (Лев. 25:25), как и вынужденное рабство израильтянина у своих соплеменников (Лев. 25:39).
Иисус Христос в Евангелиях лишь однажды упоминает об искуплении как о цели Своей миссии.

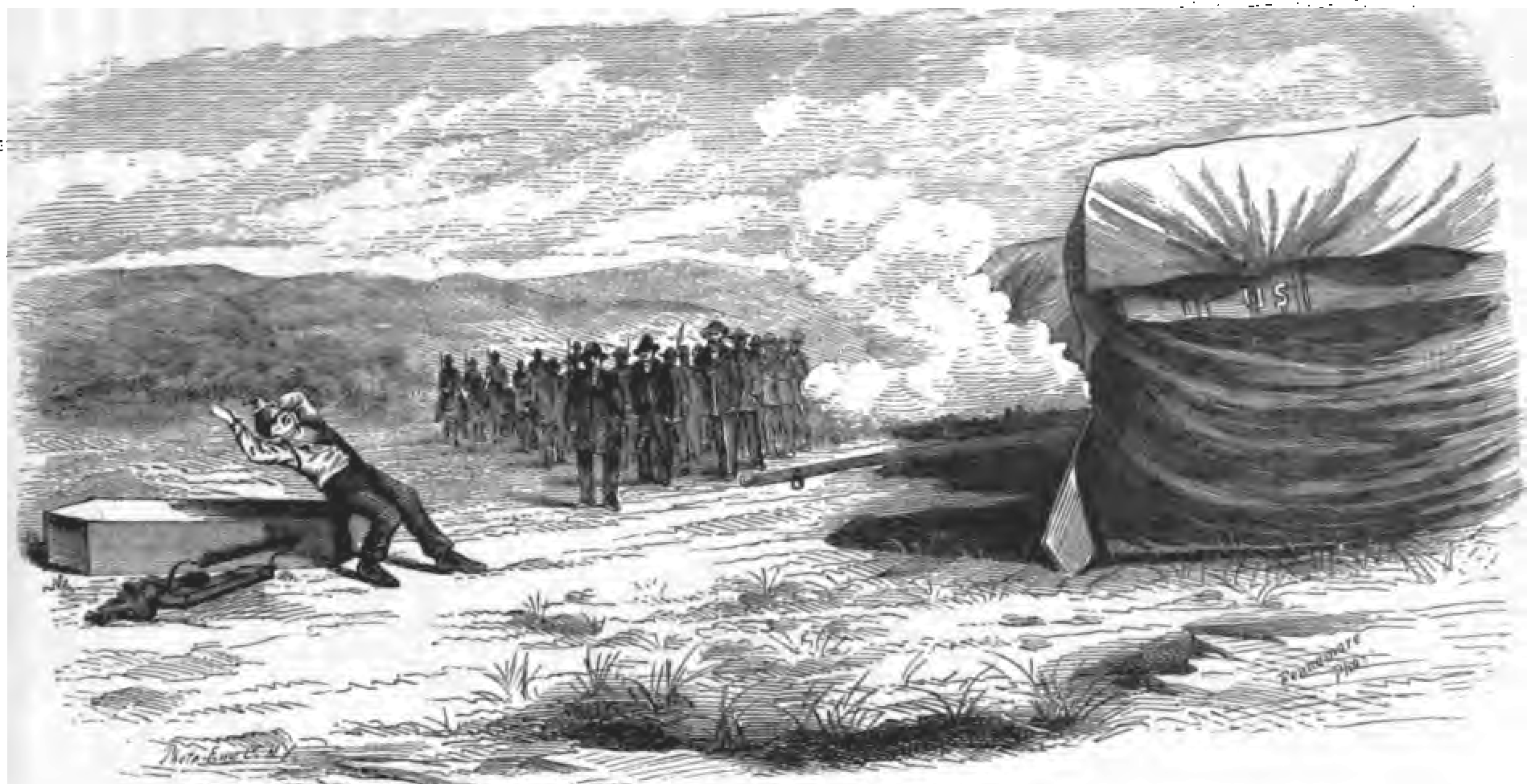
Расстрел Джона Ли за участие в бойне при Маунтин-Медоус. Кровь Ли была пролита на землю в том месте, где за 20 лет до этого мормонским отрядом было совершено массо-вое убийство немормонских переселенцев.

#### В мормонизме
В фундаментальном мормонизме существует доктрина «искупления кровью», в соответствии с которой убийство считается настолько тяжким грехом, что жертва Иисуса Христа не способна его искупить. Поэтому, дабы искупить этот грех, виновный должен пролить свою кровь на землю. Церковь Иисуса Христа Святых последних дней не признаёт это учение в отличие от некоторых мормонских фундаменталистов.
Доктрина возникла в период мормонской реформации, когда президент Церкви Иисуса Христа Святых последних дней Бригам Янг находился во главе территории Юта. Янг и другие члены первого президентства того времени учили, что в идеале грешник должен добровольно, с любовью и состраданием, согласиться на этот акт. Принесение жизни в жертву должно было освободить человека от вечных мук в загробном мире. В 1978 апостол Церкви Иисуса Христа Святых последних дней Брюс Макконки, утверждая, что отражает точку зрения церковного руководства, писал, что, хотя учение об искуплении кровью больше не поддерживается церковью, оно применялось бы в мормонском теократическом государстве.

### В исламе
В исламе искупление (араб. كفارة‎‎) представляет собой какое-либо искупительное действие, выполненное взамен совершенного греха. Каффара может налагаться за нарушение ритуальных обрядов (поста, хаджа), клятвы и случайное убийство человека.
Если мусульманин нарушил обязательный пост без уважительной причины, то для искупления этого греха он обязан не только возместить эти дни, но и держать 60-дневный непрерывный пост сверх этого. Для добровольных постов каффара не требуется. Если мусульманин вступил в половой акт во время поста месяца Рамадан, то в качестве искупления ему нужно освободить раба, либо поститься два месяца, либо прокормить 60 бедняков. Искуплением за нарушение правил хаджа является пост, или же раздача милостыни и принесение жертвоприношения.
Искупление за нарушение клятвы оговорено в Коране. Искуплением за принесение двусмысленной клятвы является кормление десятерых бедняков, или одеяние их, или освобождение раба. Тем, кто не в состоянии выполнить одно из этих трёх условий, следует поститься три дня. Если мужчина при разводе произнёс клятву об отказе вступить в половую связь со своей женой по причине сравнения её с матерью или другой запретной ему женщиной (зихар), а затем отрёкся от своих слов, то прежде чем сойтись с супругой он должен освободить одного раба. При отсутствии возможности освободить раба он должен поститься в течение 60 дней, а если он не сможет соблюдать пост, то накормить шестьдесят бедняков.
Искуплением за случайное убийство человека является освобождение на волю верующего раба и вручение наследникам убитого выкуп за кровь. Если у убийцы нет верующего раба, ему надлежит без перерыва поститься в течение двух месяцев.